# 李永胜 (1956年)
李永胜（1956年—），男，中华人民共和国外交官，曾任中华人民共和国驻曼彻斯特总领事。

## 生平
1978年，进入安徽省人民政府外事办公室工作，历任科员、副处长、处长、主任助理、副主任、主任，期间曾两度外派，分别任驻卢旺达大使馆二等秘书和驻马里大使馆一等秘书，并赴美国马里兰大学进修。2010年，任驻欧盟使团公使衔参赞。2014年10月，出任中华人民共和国驻曼彻斯特总领事。2016年7月，自驻曼彻斯特总领事离任。

## 家庭
已婚，有一子。